# Antoni Borzęcki
Antoni Borzęcki herbu Półkozic (zm. w 1742 roku) – podkomorzy przemyski w latach 1739–1741, sędzia ziemski przemyski w latach 1720–1739, cześnik łęczycki w latach 1703-1720, rotmistrz wojska powiatowego ziemi przemyskiej w 1703 roku.
Był konsyliarzem konfederacji województwa ruskiego, zawiązanej 10 grudnia 1733 roku w obronie wolnej elekcji Stanisława Leszczyńskiego.